# 新費拉德爾菲亞 (印地安納州)
新費拉德爾菲亞（英語：New Philadelphia）是位於美國印地安納州華盛頓縣的一個非建制地區。

## 地理
新費拉德爾菲亞所處的海拔為高於海平面285米（即935英呎），而該地所採用的時區為UTC-5，即北美東部時區（EST）。同時該地設有夏令時間，為UTC-5調快一小時，即UTC-4（EDT）。